# Tořič čmelákovitý
Tořič čmelákovitý (Ophrys holoserica) je vzácná, vytrvalá bylina z čeledi vstavačovité (Orchidaceae). Červený seznam cévnatých rostlin České republiky eviduje tento druh jako kriticky ohrožený, zároveň je chráněn mezinárodní úmluvou CITES.

## Synonyma
- Orchis arachnites Scop
- Ophrys fuciflora (F. W. Schmidt) Moench
- Orchis fuciflora Crantz
- Ophrys holosericea (Burm. f.) Greuter
- Arachnites fuciflora F. W. Schmidt
- Ophrys arachnites (L.) Grufb.
- Orchis holosericea Burm. f.

## Popis
Rostlina, rostoucí z podzemní hlízy, dorůstá do výšky 10-90 cm. Z přízemní listové růžice, tvořené šedozelenými, eliptickými, na vrcholu zašpičatělými listy, vyrůstá přímá lodyha, která nese menší, lodyžní listy.
Květenství je klas sestávající ze 2-10 (někdy dokonce 21) květů, které kvetou od května do června. Každý květ tvoří tři vnější ok. lístky, dva vnitřní ok. lístky a pysk.
Vnější okvětní lístky mají protáhlý, trojúhelníkový tvar, bílou až narůžovělou barvu a vrcholem jsou ohnuté směrem dovnitř, výrazné je vyztužení zelenou, středovou žilkou.
Vnitřní okvětní lístky mají třetinovou délku vnějších ok.lístků, barvu mají stejnou nebo o něco sytější.
Červenohnědý, spodní pysk má tvar pravidelného lichoběžníku (6-18 × 6-24 mm). Spodní okraj mívá žlutě lemovaný (buď po celé délce, přičemž je střed lemové čáry nejvýraznější a směrem k okrajům postupně splývá s červenohnědou, nebo jen ve středové části). Nese na sobě výraznou, osově souměrnou kresbu (bledě žluté a tmavě růžové či fialové skvrny), která se může květ od květu dosti lišit. Žlutavý přívěsek je obrácený nahoru.
Plodem je tobolka.

## Ekologie
Rostlina se vyskytuje na hlinitých, vápnitých, vlhkých podložích s vystavením plnému slunci. Typickými stanovišti mohou být např. pravidelně kosené louky, pastviny, ovocné sady, lesní okraje, vinohrady či křoviny.

## Rozšíření

#### Svět
Obecně se vyskytuje ve střední a západní Evropě (Německo, Rakousko, Česko, Slovensko,..), některé nálezy pocházejí i ze Středomoří, např. z Itálie, Řecka či Chorvatska. Ojediněle byl nalezen i v severní Libyi. 

#### Česko
V České republice tento druh najdeme pouze v pahorkatých a podhorských oblastech jižní Moravy, zejména v oblasti Bílých Karpat a jejich okolí, kde tvoří málo početné populace.

## Poddruhy
- Tořič čmelákovitý Holubyho (Ophrys holosericea subsp. holubyana)
- Tořič čmelákovitý pravý (Ophrys holoserica subsp. holoserica)
- Ophrys holoserica subsp. candica (E. Nelson ex Soó) Renz & Taubenheim
- Ophrys holoserica subsp. bornmuelleri (M. Schulze) H. Sund.
- Ophrys holoserica subsp. lacaitae (Lojac.) W.Rossi
- Ophrys holoserica subsp. maxima
- Ophrys holoserica subsp. apulica

## Galerie

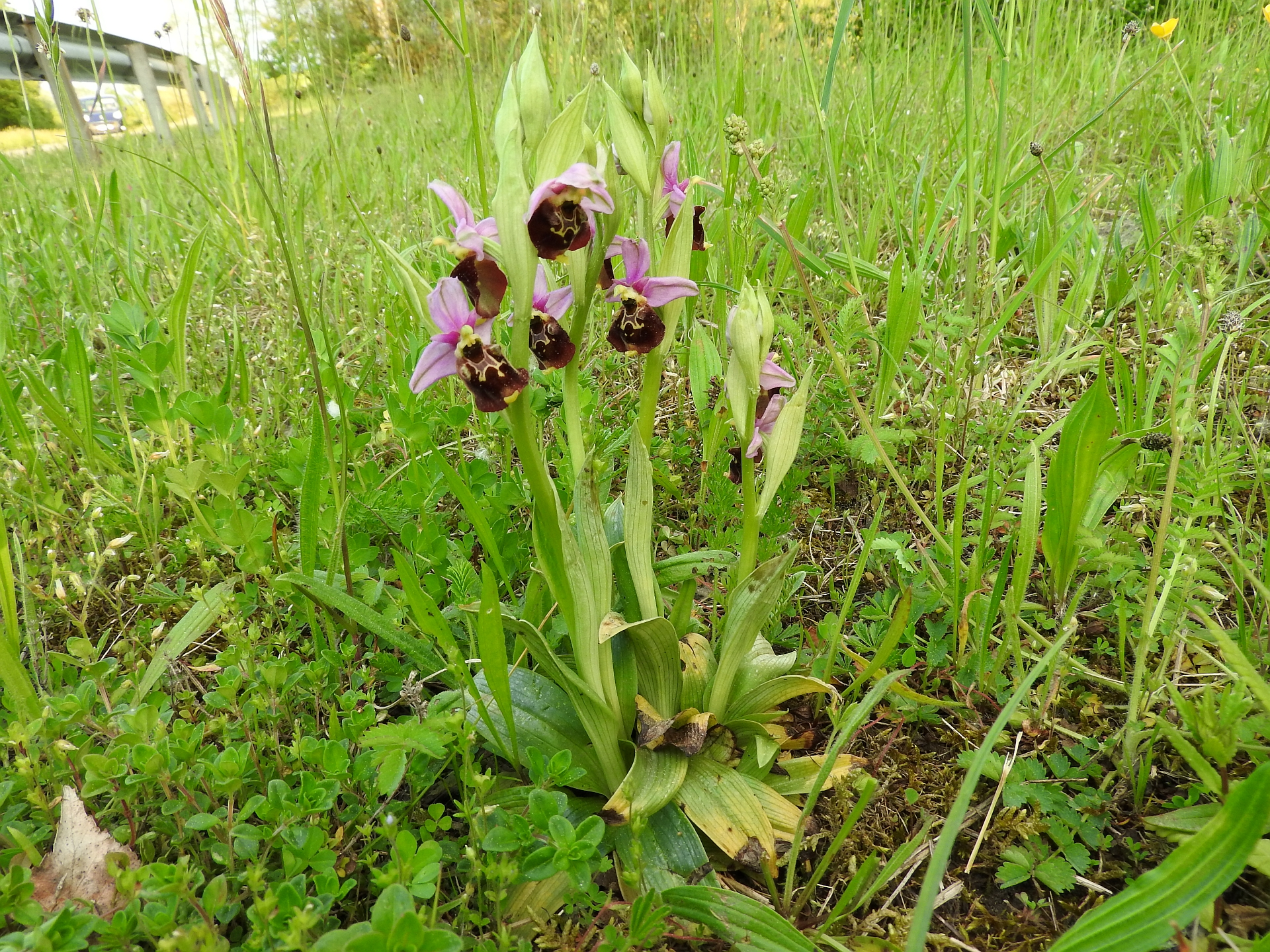
rostlina
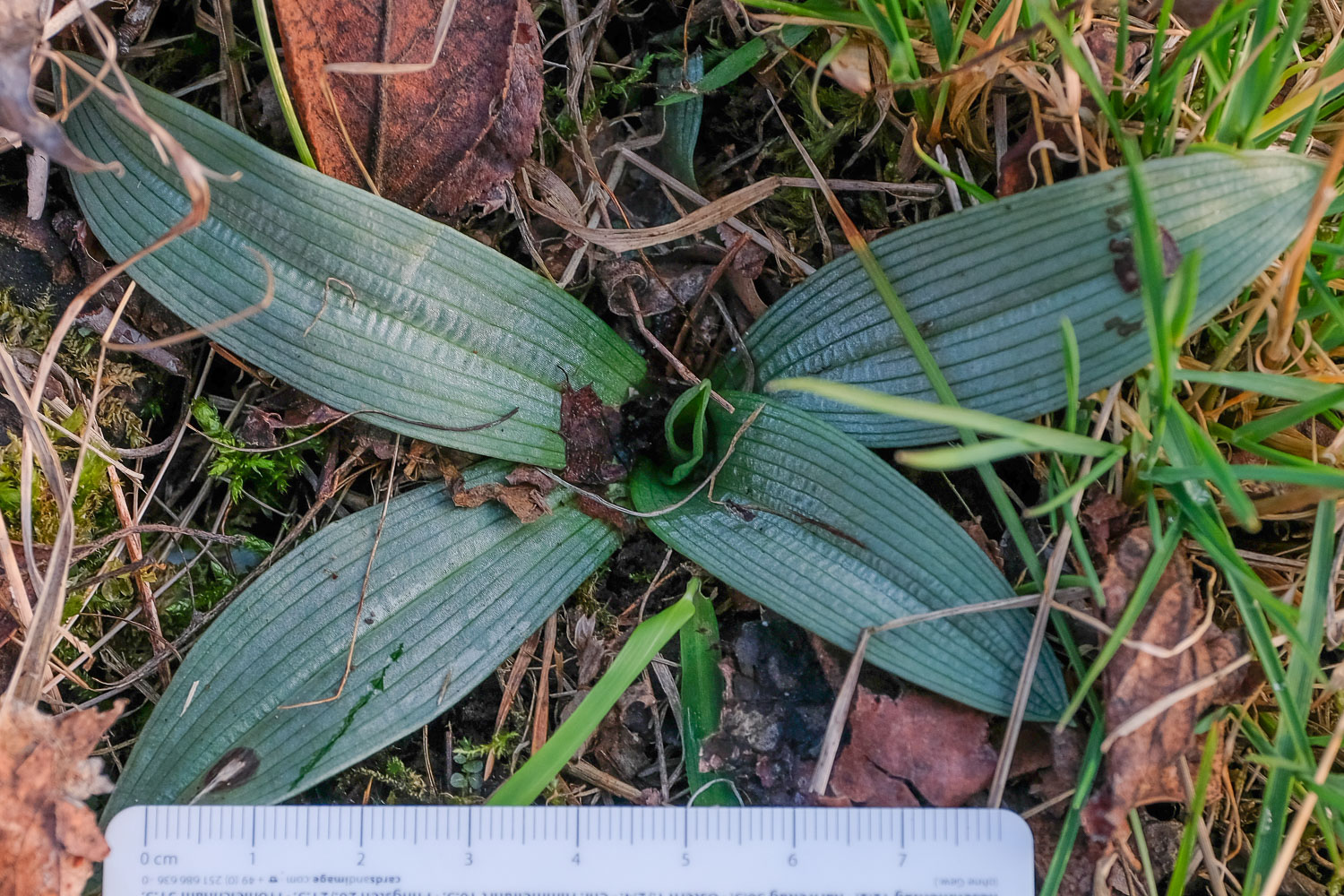
přízemní listová růžice
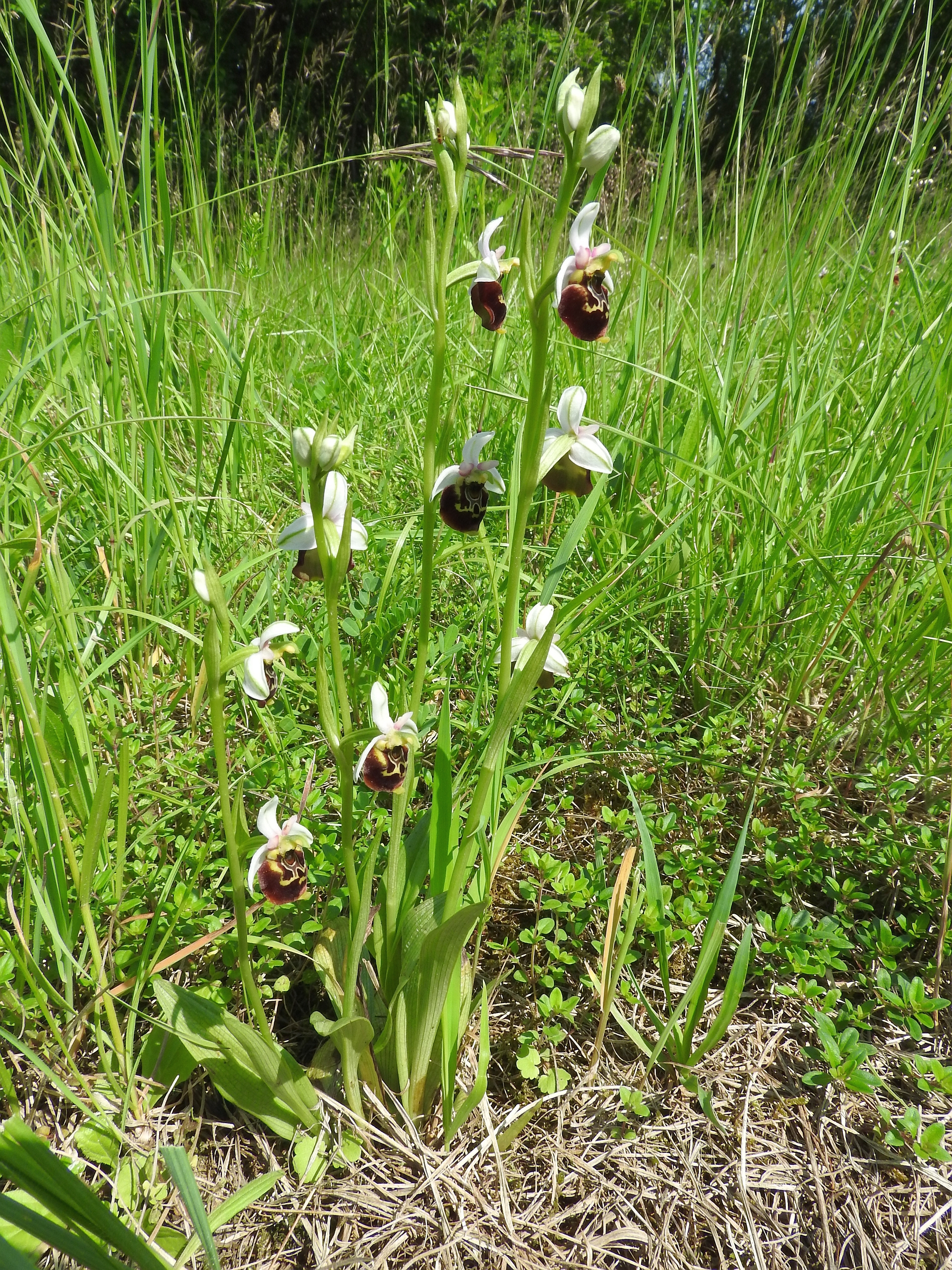
Rostlina
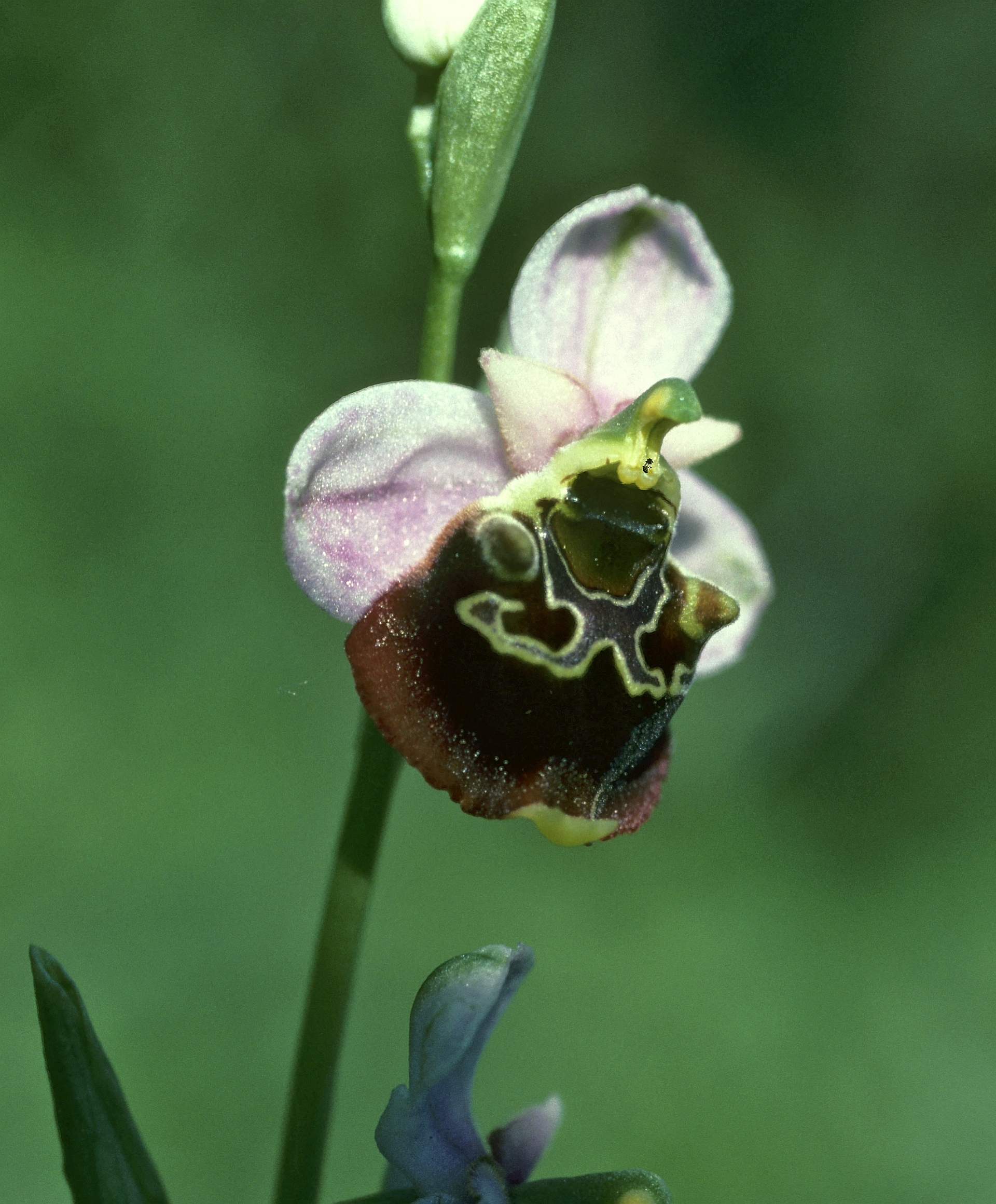
detail květu
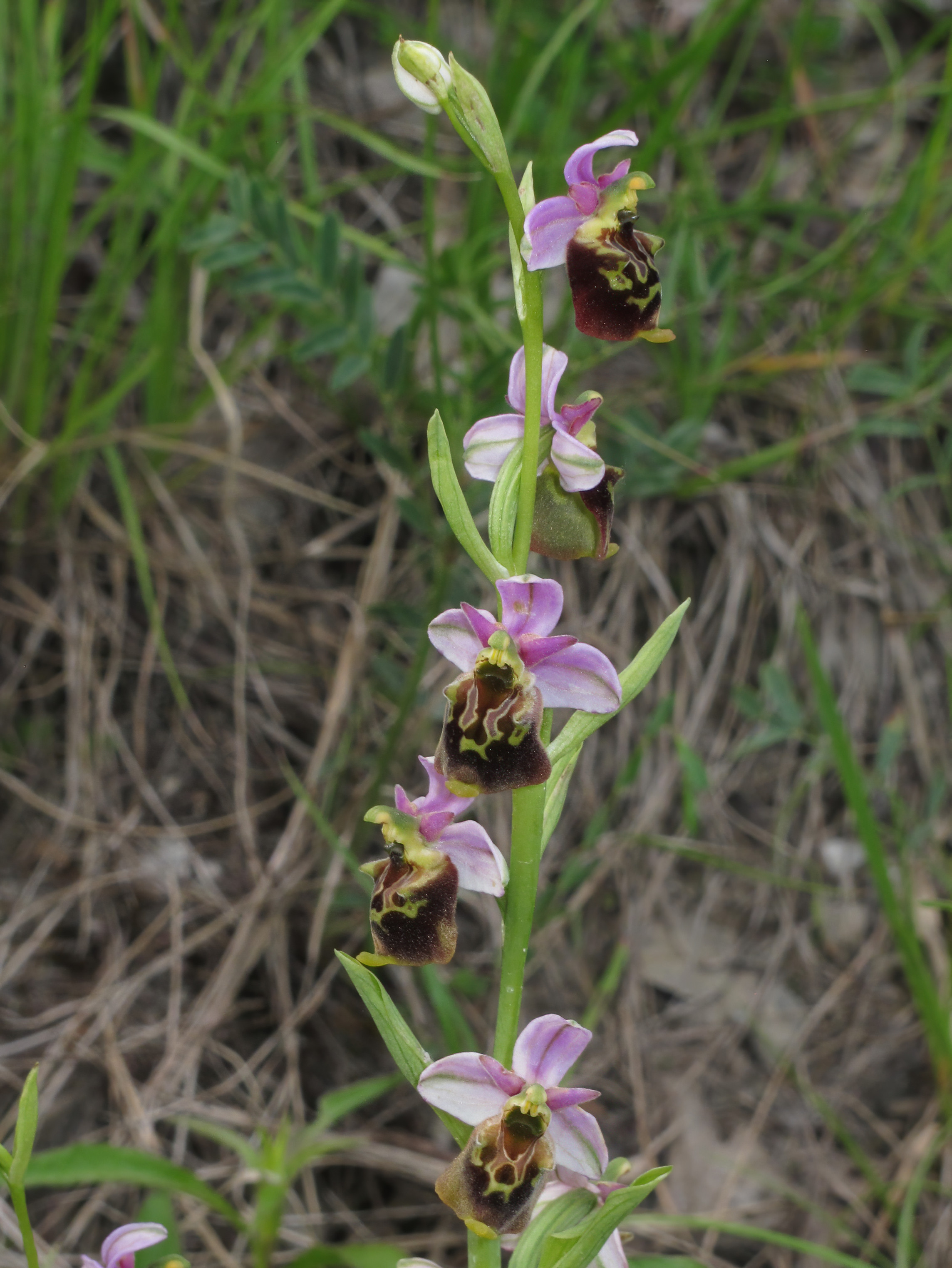
květy
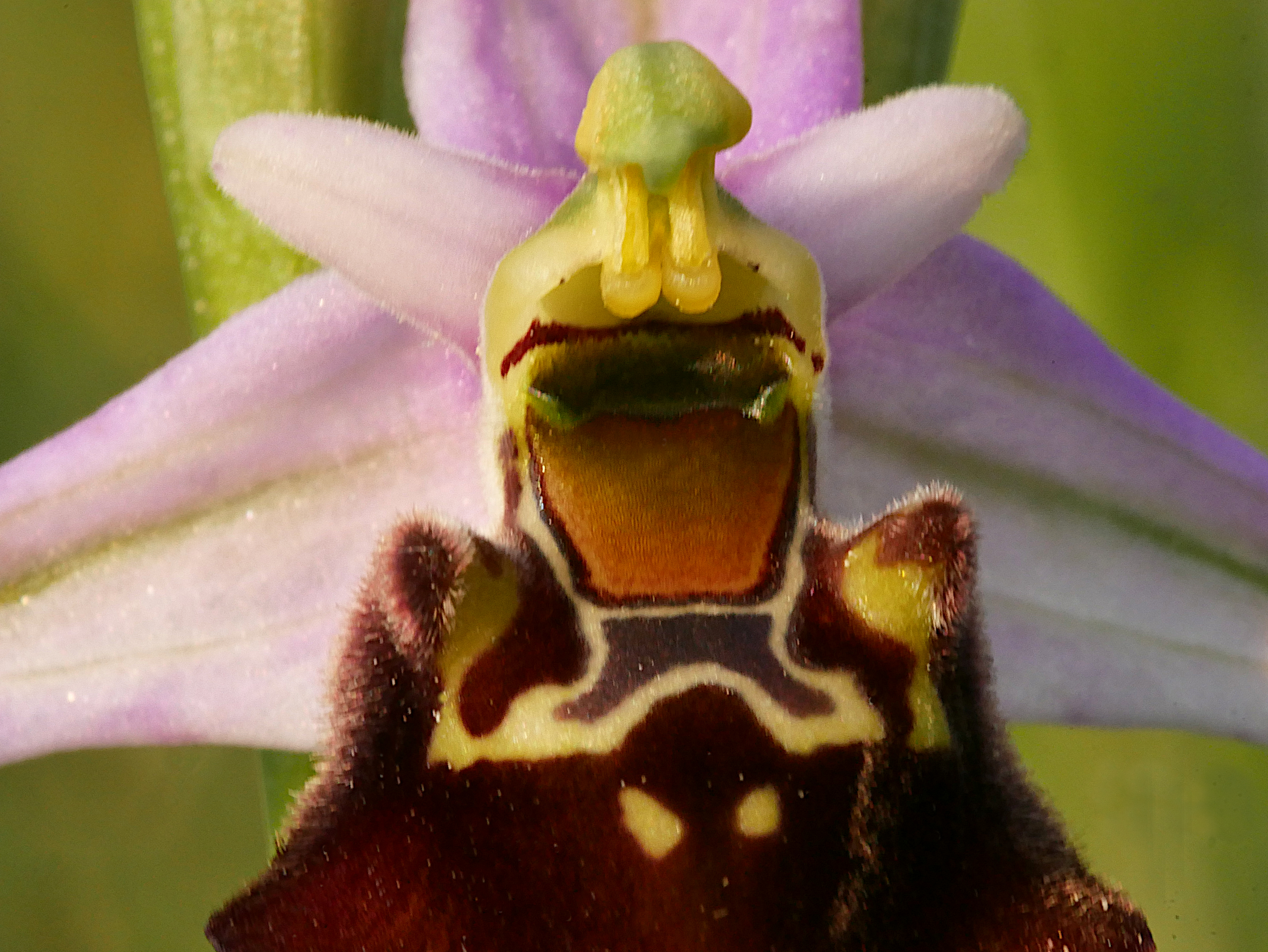
detail květové kresby
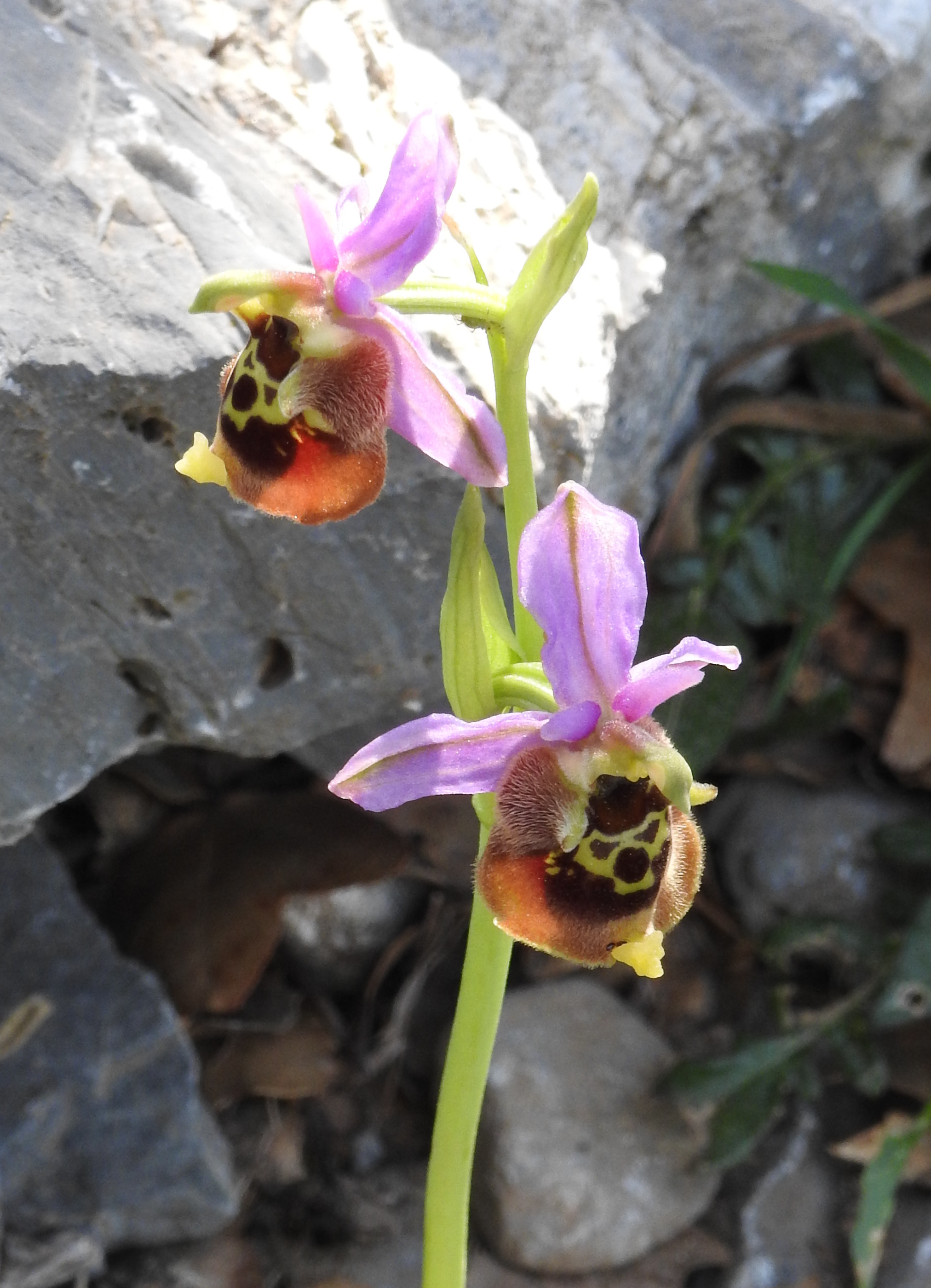
Ophrys holoserica subsp. maxima